# مصطفى التكرلي
مُصطفى التكرلي (1889 - 1954) ولد مصطفى عبد الرحمن التكرلي عام 1889 في محلة باب الشيخ ببغداد. تخرج من المدرسة الرشدية الإعدادية عام 1908. ذهب إلى اسطنبول لغرض الدراسة هناك حيث دخل في جامعة دار القانون التي تخرج منها عام 1912. بعد حصوله على (إجازة الحقوق) عاد إلى مدينة بغداد ليتم تعيينه في مدرسة بغداد الإعدادية لتدريس مادة الآداب باللغة التركية.

## نشاطه الوطني
عند قيام الحرب العالمية الأولى أُسِرَ مع من أُسِرَ من أبناء العراق واودعوا إحدى المعتقلات الإنكليزية. وخلال اعتقاله أخذ يحرض المعتقلين بوجوب الالتحاق بالثورة العربية التي كان ينادي بها الشريف حسين في مكة المكرمة، على أساس أنها الطريق الوحيد الذي يوصلهم إلى الاستقلال والحرية. وقد استطاع بعد ذلك مع عدد من جماعته بالذهاب إلى مكة المكرمة وحل ضيفاً عند الشريف حسين الذي كان معجباً بمواقف مصطفى الوطنية والشجاعية.
ولما فتح مدرسة للتعليم في مكة كان مصطفى أحد مؤسسيها كما أخذ على عاتقه القيام بالتعليم فيها. ولما كان مصطفى ينادي الملك حسين بقوله: يا صاحب الجلالة، كان الملك يرد عليه بقوله: الله يا ولدي (جريدة الحارس ع 29, في 11 حزيران 1953)، وعند قيام الثورة العربية كان مصطفى في مقدمة مؤازري وداعمي الثورة والملك. وبعد انتهاء الحرب العالمية الأولى وفي عام 1919 استاذن المومى اليه الملك للسماح له بالعودة إلى مدينة بغداد، وعند وصوله بعث برسالة إلى الملك حسين يعلمه بوصوله سالماً وقد رد عليه الملك برسالة وبخط يده يهنئه بسلامة الوصول.

## مناصبه في القضاء
عاد مصطفى إلى مدينة بغداد في بداية عهد الحكم الوطني في العراق فعرفت له مكانته وقلد مناصب قضائية مهمة منها على سبيل البيان:
ا. حاكم منفرد في مدينة الناصرية.
ب. حاكم منفرد في مدينة الديوانية.
ج. حاكم صلح في مدينة بغداد
د. نائب رئيس في مدينة البصرة
ه. رئيسا لمحكمة استئناف تسوية الأراضي في بغداد